# Buru-Tetralogie
Die Buru-Tetralogie ist eine vierteilige Romanreihe des indonesischen Autors Pramoedya Ananta Toer (kurz: "Pram"), die sich mit der Kolonialzeit Niederländisch-Indiens, sowie mit der Entwicklung einer antiimperialistischen, nationalen Befreiungsbewegung im heutigen Indonesien beschäftigt.
Die "Bücher der Insel Buru", die Pram als Gefangener (1965 bis 1979) der antikommunistischen Suharto-Diktatur auf der Insel Buru (Molukken) erdachte, bestehen aus den Werken "Bumi Manusia" (Garten der Menschheit), "Anak Semua Bangsa" (Kind aller Völker), "Jejak Langkah" (Spur der Schritte) und "Rumah Kaca" (Haus aus Glas). Da ihm als Gefangenem keine Schreibutensilien zur Verfügung standen, erzählte Pram die Geschichten seinen Mitgefangenen zunächst lediglich mündlich, bevor er sie ab 1976, auch aufgrund öffentlichen Drucks westlicher Intellektueller (u. a. Günter Grass), verschriftlichen konnte. Pramoedya Ananta Toers Bücher waren größtenteils bis zum Ende der Suharto-Diktatur (1998) in Indonesien verboten.

## Wirkung
Ananta Toer wurde für seine Werke mehrmals für den Literaturnobelpreis nominiert. Sie gelten als „literarisches Schlüsselwerk zur Kolonialgeschichte, das zum unverzichtbaren Schatz der Weltliteratur zu zählen ist.“

## Ausgaben
- Bücher der Insel Buru
  - Band 1: Garten der Menschheit (Originaltitel: Bumi Manusia, 1980). Aus dem Indonesischen von Brigitte Schneebeli. Express-Edition, Berlin 1984, ISBN 3-88548-330-0
  - Band 2: Kind aller Völker (Originaltitel: Anak Semua Bangsa, 1980). Aus dem Indonesischen von Brigitte Schneebeli. Nachwort von Rüdiger Siebert. 2. Auflage, Unionsverlag, Zürich [19]98, ISBN 3-293-20047-8
  - Band 3: Spur der Schritte (Originaltitel: Jejak Langkah, 1985). Aus dem Indonesischen von Giok Hiang Gornik, Unionsverlag, Zürich 2002, ISBN 3-293-20242-X
  - Band 4: Haus aus Glas (Originaltitel Rumah Kaca, 1988). Aus dem Indonesischen von Giok Hiang Gornik. Horlemann, Bad Honnef 2003, ISBN 3-89502-168-7